# Choi Seungho
Choi Seung-Ho es un poeta coreano moderno.

## Biografía
Choi Seungho nació en 1954 en Chuncheon, provincia de Gangwon, en un pequeño pueblo rural, y fue profesor durante muchos años en una escuela primaria de provincias.

## Obra
Choi Seung-Ho es un poeta surcoreano cuya obra se centra en el impacto de la sociedad moderna en el medio ambiente. En particular, la crisis creada por la rápida industrialización y la consecuente vulgarización de la vida humana en la sociedad capitalista. Usa imágenes de sótanos, desperdicios, desagües y baños llenos de materia residual y el olor que emana de ellos para simbolizar la corrupción que predomina en el paisaje humano. A pesar de ese simbolismo ofensivo, el tono de su poesía es razonado y meditativo y nunca hace un uso vulgar de las palabras. Los críticos han dicho de él que mira el mundo corrupto con la percepción metafísica de un monje budista.
El budismo y el taoísmo han influido en la formación de su sensibilidad poética. Se sumerge a menudo en la contemplación intensa de un tema elegido para incrementar la concentración y la claridad mental. El sufrimiento mental que acompaña a esos ejercicios intelectuales le han dejado huellas físicas en su frente bajo la forma de quemaduras. Su poesía no es abiertamente religiosa, pero ha escrito con un fervor disciplinado y religioso.
En su poesía la concisión no excluye la multiplicidad de sentidos y la claridad presenta diferentes capas de profundidad. Aunque él mismo ha dicho que busca fusionar "el modo de la poesía" y "el modo de la verdad", no identifica la poesía con la verdad en sí misma, sino que la considera como un proceso para llegar a ésta. Desde la crítica de la vulgaridad urbana y los deseos profanos, su poesía ha evolucionado a un exploración filosófica acerca del origen de la Creación. Sus publicaciones también incluyen un libro de poesía para niños.
En 2004, la Fundación Daesan patrocinó su participación y la de otros escritores en un foro literario en México y Cuba.
En el año 2007, el Instituto de Traducción Literaria de Corea (LTI Korea) patrocinó su participación en la feria ARCO de Málaga, España.

## Obras traducidas al español
- Yo que soy nada lo soy todo, Madrid: Verbum, 2005
- Autobiografía de hielo, Buenos Aires: Bajo la Luna, 2010.

## Obras en coreano (Lista parcial)
Poemarios
- Peligro de tormenta de nieve (Daeseol juibo, 1983)
- La aldea de erizos (Goseumdochieui maeul, 1985)
- Yendo en un buey de lodo (Jinheuk soreul tago, 1987)
- El placer de la ciudad profana (Sesok dosieui jeulgeoum, 1990)
- La noche gangrenada (Hoijeoui bam, 1993)
- Área de protección de luciérnagas (Banditbul bohoguyeok, 1995)
- Muñeco de nueve (Nunsaram, 1996)
- Grotesco (Geuroteseukeu, 1999)
- Hombre de arena (Morae ingan, 2000)
- Soy nada y a la vez todo (Amugeotdo animyeonseo modeun geotin na, 2003).